# بجاری
بجاری، روستایی در دهستان رودخانه‌بر بخش رودخانه شهرستان رودان در استان هرمزگان ایران است.

## جمعیت
بر پایه سرشماری عمومی نفوس و مسکن در سال ۱۳۹۵، جمعیت این روستا برابر با ۴۶ نفر (۱۲ خانوار) بوده‌است.